# SirVocea Dennis
SirVocea Levitticus Dennis (Syracuse, 9 marzo 2000) è un giocatore di football americano statunitense che milita nel ruolo di linebacker per i Tampa Bay Buccaneers della National Football League (NFL).

## Carriera

### Tampa Bay Buccaneers
Al college Dennis giocò a football a Pittsburgh, venendo inserito nella formazione ideale dell'Atlantic Coast Conference nell'ultima stagione. Fu scelto nel corso del quinto giro (153º assoluto) del Draft NFL 2023 dai Tampa Bay Buccaneers. Debuttò come professionista subentrando nella gara del primo turno contro i Minnesota Vikings. La sua prima stagione si chiuse con 13 tackle in 13 presenze, nessuna delle quali come titolare.